# Vías 4G (Colombia)

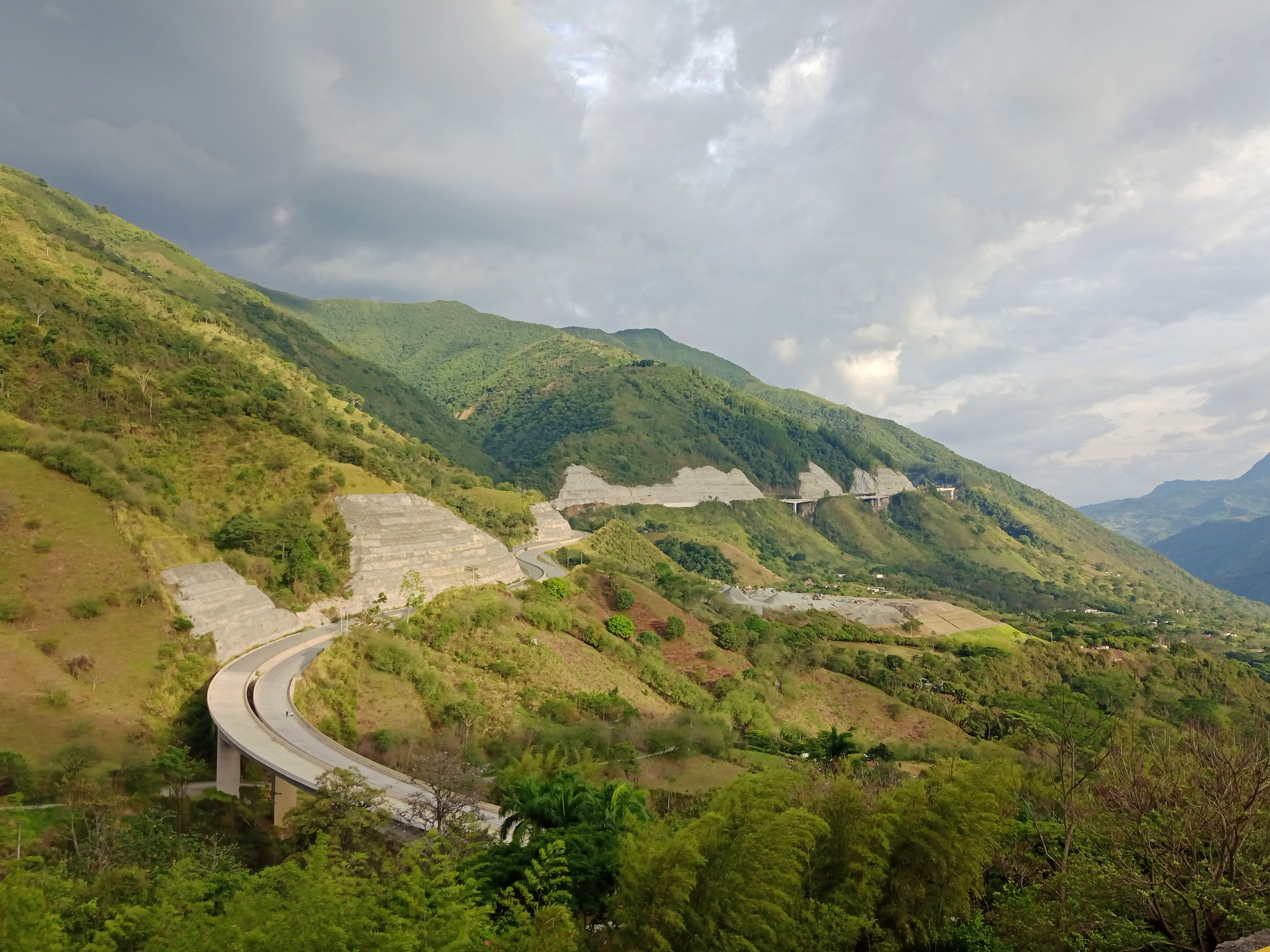
Obras de Pacífico 1 en Antioquia, en marzo de 2023.

Las Vías 4G, también llamadas Carreteras 4G, y formalmente Cuarta Generación (4G) de Concesiones Viales de Colombia, es un programa de infraestructura vial en Colombia que plantea la construcción y operación en concesión de más de 8,000 km de carreteras, incluyendo 1,370 km de doble calzadas, y 160 túneles, en más de 40 nuevas concesiones. Su objetivo principal es mejorar la competitividad del país, disminuyendo el costo y tiempos de transporte de personas y, en especial, de carga, desde los puntos de manufactura hasta los puertos de exportación. A octubre de 2015, se han estructurado tres 'olas' de contratos de las Vías 4G.[cita requerida]
Es uno de los proyectos más ambiciosos de la historia de la infraestructura en Colombia, con una inversión estimada de $47 billones de pesos (cerca de $18000 millones de dólares). Se proyecta que las obras se ejecutarán en máximo 6 años a partir de la fecha de su adjudicación.

## Beneficios carreteras

### Beneficios
El principal beneficio de las Carreteras 4G es sacar a Colombia del atraso en infraestructura vial que ha sufrido durante décadas, y que ha impactado directamente la competitividad, el transporte de personas y bienes, e incluso, el acceso a regiones alejadas y la presencia del Estado en dichas regiones.[cita requerida] Esta falencias en la infraestructura nacional han sido advertidas por numerosos expertos, nacionales e internacionales, como una de las debilidades más significativas del país, limitando directamente el crecimiento de la economía y la competitividad colombianas.[cita requerida]
Según estudios de la Agencia Nacional de Infraestructura, las Carreteras 4G pueden tener un efecto multiplicador de 1.5% sobre el PIB durante los años de la construcción. Así mismo, pueden aportar un crecimiento potencial del PIB de 4.6% a 5.3% en el largo plazo, y una reducción en la tasa de desempleo del 1%. Según la agencia, las Carreteras 4G generarán más de 180,000 empleos directos en etapa de construcción.
Uno de los principales beneficios directos es el ahorro en tiempo de viaje, el cual se reducirá en 30% en promedio entre las ciudades conectadas. Los costos de operación vehicular también se reducirán en un promedio de 20%, al contar con mejor infraestructura. El trayecto más beneficiado será el Medellín - Cali, el cual verá una reducción de 46.6% en tiempo de viaje, y 29.7% en costo de operación vehicular.

### Críticas
No obstante, ha habido críticas a algunos aspectos del proyecto Carreteras 4G, incluyendo deficiencias en la estructuración, plazo y condiciones de financiación, que pueden haber llevado a la "poca oferta" y "ausencia de grandes firmas de la ingeniería internacional" en las primeras licitaciones. Algunas de estas falencias habrían sido corregidas, pero los ajustes y aparentes cambios de reglas realizados pueden abrir la puerta a problemas jurídicos para el Estado colombiano.
Otra de las críticas es que, en algunos tramos, las vías 4G han bajado sus especificaciones y no serán de doble calzada, yendo en contravía de la visión planteada originalmente. El no ser doble calzada representa desventajas claras para flujo vehicular y seguridad vial, ya que camiones de carga (llamados tractomulas en Colombia) podrán verse forzados a invadir carriles en dirección opuesta para hacer sobrepasos. Las principales obras criticadas por esta razón son el corredor Cartagena-Barranquilla y el corredor Conexión Norte, en Antioquia.

## Financiación
A diferencia de otros proyectos de concesión en Colombia, los concesionarios no recibirán ningún tipo de remuneración hasta tanto no hayan culminado la fase de construcción. Por esta razón, solo aquellas empresas con la capacidad suficiente para financiar el proyecto de infraestructura completo (a través de aportes de capital y deuda por el valor total de la inversión) serán capaces de ejecutar exitosamente y, por consiguiente, calificar para ser seleccionadas para su ejecución.

## Concesiones
Las Carreteras 4G se han estructurado en grupos, y en corredores a construir y operar dentro de estos grupos.
| Kilómetros: 879 km. Inversión: $2.3 billones de pesos (unos $1,200 millones de dólares) Peajes actuales: 6. Peajes nuevos: 7-9. - Girardot-Honda (Tolima)-Puerto Salgar: $1.2 billones de pesos - Girardot-Neiva - Neiva-Santana-Mocoa. Kilómetros: 783 km. Inversión: $4.9 billones de pesos (unos $2,500 millones de dólares) Peajes actuales: 8. Peajes nuevos: 3. - Ibagué-La Paila - Buga-Buenaventura - Mulaló-Loboguerrero - Santander de Quilichao-Chachagüí-Pasto-Rumichaca Kilómetros: 1389 km. Inversión: $7 billones de pesos (unos $3,500 millones de dólares) Peajes actuales: 14. Peajes nuevos: 5. - Villavicencio-Aguazul-Yopal-Tame-Arauca: 845 km - Corredor Perimetral del Oriente: Villavicencio-Puerto López-Puerto Arimena: 154km - Doble calzada Bogotá - Villavicencio: 72 km - Malla vial del Meta: 340km Kilómetros: 1487 km. Inversión: $5.2 billones de pesos (unos $2,600 millones de dólares) Peajes actuales: 11. Peajes nuevos: 6. - Cartagena-Barranquilla-Malambo: 152 km - Barranquilla-Santa Marta: 93 km - San Roque-Paraguachón: 474 km - Caucasia-Cruz del Viso: 434 km - Cereté-Ponedera: 334 km | Kilómetros: 2266 km. Inversión: $9.8 billones de pesos (unos $5,000 millones de dólares) Peajes actuales: 11. - Manizales-Honda (Tolima)-Villeta (Cundinamarca): 223 km - Bogotá–Bucaramanga: 419 km - Duitama–Pamplona–Cúcuta: 351 km - Ocaña–Astilleros: 56 km - Cúcuta–Puerto Santander: 61 km - Manizales–Honda (Tolima)–Villeta: 223 km - Aguazul–Aquitania–Tunja–Chiquinquirá–Puerto Boyacá: 840 km Kilómetros: 1160 km. Inversión: $13 billones de pesos (unos $6,600 millones de dólares) Peajes actuales: 10. Peajes nuevos: 14-18. Conocidas anteriormente como 'Autopistas de la Montaña'. - Corredor 1: La Manuela-La Pintada y Puerto Berrio-Remedios - Corredor 2: El Tigre-Santa Fe de Antioquia, La Pintada-Bolombolo, y Caucasia-Remedios - Corredor 3: Medellín-Santa Fe de Antioquia-Bolombolo y San José del Nus-Porcesito. Kilómetros: 459 km. Inversión: $1.6 billones de pesos (unos $800 millones de dólares) Peajes actuales: 11. - Cúcuta-Tibú-La Mata - Bucaramanga-Barrancabermeja-Yondó |

## Adjudicación y desarrollo de los proyectos
El 18 de septiembre de 2012, el presidente de la Agencia Nacional de Infraestructura (ANI), Luis Fernando Andrade, presentó oficialmente el proyecto Carreteras 4G en Bogotá, anunciando la salida a licitación de los primeros corredores en diciembre de 2012.
Los primeros 6 corredores en salir a licitación son dos tramos de las Autopistas de la Prosperidad en Antioquia, la vía perimetral Oriental de Cundinamarca (Cáqueza-Choachí-La Calera), que evitará el paso por Bogotá de los vehículos que vienen de Villavicencio, la doble calzada Cartagena-Barranquilla (Vía al Mar) y el corredor Yumbo-Loboguerrero, que permitirán reducir una hora de recorrido a los industriales.

### Tabla resumen
| Fecha Adjudicación  | Fecha Firma              | Corredor                                               | Trazado                                                                    | Vías   | Doble Calzada | P* | T* | Valor Final Contrato | Presupuesto Oficial VPAA* | Oferta Económica VPAA* | Concesionario                                                          | Interventor                | Fecha Inicio | Fecha Entrega |
| ------------------- | ------------------------ | ------------------------------------------------------ | -------------------------------------------------------------------------- | ------ | ------------- | -- | -- | -------------------- | ------------------------- | ---------------------- | ---------------------------------------------------------------------- | -------------------------- | ------------ | ------------- |
| 22 de mayo de 2014  | 11 de septiembre de 2014 | Autopista Conexión Pacífico 2                          | Bolombolo-La Pintada-Primavera                                             | 95 km  | 44 km         |    |    | $1.300.234.031.470   | $502.768.582.144          | $502.768.582.144       | Estructura Plural P.S.F. Concesión la Pintada                          | Consorcio Prosperidad      | 2015         | 2019          |
| 3 de junio de 2014  | 11 de septiembre de 2014 | Autopista Conexión Pacífico 1                          | La Pintada-Ancón Sur-Camilo Ce-Bolombolo.                                  | 49 km  | 46 km         | 42 |    | $2.087.106.175.109   | $1.195.422.458.067        | $1.038.750.924.045     | Estructura Plural Autopista Conexión Pacífico 1                        | Consorcio Servinc ETA      | (?)          | (?)           |
| 3 de junio de 2014  | 10 de septiembre de 2014 | Corredor Girardot-Puerto Salgar                        | Girardot-Honda-Puerto Salgar                                               | 190 km | 5 km          | 2  |    | $556.731.228.841     | $556.765.494.824          | $556.731.228.841       | Mario Alberto Huertas Cotes y Constructora Meco S.A. Sucursal Colombia | Consorcio 4C               | 2014         | 2018          |
| 15 de julio de 2014 | 10 de septiembre de 2014 | Autopista Conexión Pacífico 3                          | La Pintada, Antioquia - Manizales, Caldas                                  | 118 km | (?)           | 26 | 6  | $1.869.330.678.417   | $894.846.368.769          | $778.326.820.100       | Mario Alberto Huertas Cotes y Constructora Meco S.A. Sucursal Colombia | Consorcio Epsilon Colombia | 2015         | 2020          |
| 2 de julio de 2014  | 10 de septiembre de 2014 | Cartagena-Barranquilla y Circunvalar de la Prosperidad | Cartagena-Barranquilla                                                     | 146 km | 73 km         |    |    | $1.709.364.530.216   | $916.372.808.308          | $797.133.172.418       | Mario Alberto Huertas Cotes y Constructora Meco S.A. Sucursal Colombia | MAB Ingeniería de Valor    | 2015         | 2019          |
| 23 de julio de 2014 | 11 de septiembre de 2014 | Proyecto Perimetral Oriental de Cundinamarca           | Bogotá-Choachí, Los Patios-La Calera, Sesquilé-Guatavita-Guasca-El Salitre | 153 km | (?)           |    |    | $1.647.776.111.169   | $1.055.492.529.308        | $856.004.441.266       | Estructura Plural Shikun & Binui - Grodco                              | Consorcio Intervías 4G     | 2015         | 2019          |

*Nota: P = Puentes 4646; T = Túneles; VPAA = Valor Presente Aportes ANI (Vigencias futuras de la Agencia Nacional de Infraestructura).

### Autopista Conexión Pacífico 2
El 22 de mayo de 2014 se hizo la primera adjudicación del programa Carreteras 4G, la Autopista Conexión Pacífico 2. Esta comprende la construcción de 95 km del corredor, incluyendo 44km de doble calzada entre Bolombolo-La Pintada-Primavera. Este proyecto hace parte del programa Autopistas de la Prosperidad.
El contrato fue adjudicado al consorcio P.F.S Concesión La Pintada, único proponente, y conformado por las empresas colombianas Grupo Odinsa (25%), Mincivil (21,15%), Construcciones El Cóndor (21,15%), Termotécnica Coindustrial (13,50%), ICEIN SAS (9,20%) y la sucursal en el país de la portuguesa Mota Engil Engenharia e Construção (10%).
La obra requerirá una inversión estimada de $910,000 millones de pesos (unos $460 millones de dólares), con un aporte del Gobierno de $502,000 millones (unos $250 millones de dólares) que pagará al concesionario P.F.S. Concesión La Pintada en vigencias futuras.

### Autopista Conexión Pacífico 1
El 3 de junio de 2014 se adjudicó el corredor Autopista Conexión Pacífico 1. Las obras requieren una inversión de (agregar cifra), a cambio de vigencias futuras que el Gobierno pagará al concesionario por $1.04 billones de pesos. Fue adjudicada a al consorcio Estructura Vial Conexión Pacífico 1, conformado por Episol (Colombia, con el 60%) e Iridium (España, con el 40%).

### Corredor Girardot-Puerto Salgar
El mismo martes 3 de junio de 2014, la ANI adjudicó el Corredor Girardot-Puerto Salgar. La obra comprende 190km de vías, incluyendo 5.2 km de doble calzada, mejoras a 133km de vías, y creará un corredor de conexión directa sur-norte, paralela al Río Magdalena, entre Girardot, Honda y Puerto Salgar. Fue adjudicada a la alianza colombo-costarricense Mario Huertas-Constructora Meco, cuya propuesta establece que recibirán $556.731 millones de pesos (unos $280 millones de dólares) en vigencias futuras de la nación, por la ejecución del proyecto. Adicionalmente, prevé la construcción de 2 puentes sobre el Río Magdalena. Su entrega está pactada para 2018.

### Vía del Mar: corredor Cartagena-Barranquilla y Circunvalar de la Prosperidad
El 2 de julio de 2014 se adjudicarón estos dos corredores, que conectarán las ciudades de Cartagena y Barranquilla, y a Malambo y Las Flores, trayecto conocido como Circunvalar de la Prosperidad. Será una doble calzada - a tramos - con una longitud de 147km.
La obra requerirá una inversión de $960,000 millones de pesos (unos $486 millones de dólares), y fue adjudicada a la alianza colombo-costarricense Mario Huertas-Constructora Meco, quienes presentaron la propuesta ganadora por $797,133 millones de pesos (unos $404 millones de dólares) que el consorcio recibirá del Gobierno en vigencias futuras. La fecha de entrega de la obra pactada es finales de 2019.
Ha habido críticas al proyecto, ya que no será una doble calzada continua, sino únicamente en ciertos tramos. En total, 73 km del trazado quedarán sin doble calzada. El Consejo Gremial de Bolívar radicó carta ante la ANI proponiendo que la carretera fuera de doble calzada en su totalidad, pero la solicitud no fue tenida en cuenta.

### Autopista Conexión Pacífico 3
El 15 de julio de 2014 se adjudicó la obra de la Autopista Conexión Pacífico 3, corredor vial entre La Pintada, Antioquia y Manizales, Caldas, en la región del Eje Cafetero, que requiere una inversión total de $1.29 billones de pesos (unos $960 millones de dólares). La Autopista Conexión Pacífico 3 incluye la construcción de 118 km de vías, 26 puentes, 5 túneles cortos y un túnel de 3.4 km. Su inicio está planteado para mediados de 2015, y será entregada en 2020
La obra fue adjudicada al consorcio colombo-costarricense Mario Huertas Cote-Constructora Meco, con su propuesta de $778,326 millones de pesos (unos $395 millones de dólares) en vigencias futuras que serán pagadas por el Gobierno a este concesionario.
Nota: El tercer grupo de adjudicaciones se firmó el 11 de septiembre de 2014, incluyendo tres contratos por un valor total superior a $3 billones de pesos (unos $1,500 millones de dólares), adjudicados a la alianza colombo-costarricense entre Mario Huertas Cotes (Colombia, con 75%) y Constructora Meco (Costa Rica, con 25%).

### Proyecto Perimetral Oriental de Cundinamarca
El 23 de julio de 2014 se adjudicó el Proyecto Perimetral Oriental de Cundinamarca. Es un total de 153 km de vías que conectan Boyacá con el Meta, atravesando Cundinamarca, sin entrar a Bogotá. Esto permitirá ahorros significativos de tiempo, y creará una conexión norte-sur directa entre estos departamentos. De esta forma, camiones de carga dirigidos al norte del país dejarán de pasar por la avenida Caracas o por la Boyacá. Esta obra requerirá una inversión de $1,07 billones de pesos. La obra tiene un plazo de ejecución pactado de 4 años, por lo que deberá ser entregada en 2019.
La obra fue adjudicada al consorcio Grodco (Colombia) y Shikun & Binui (Israel), con su propuesta de $856,000 millones de pesos en vigencias futuras.
Ha habido críticas al proyecto, relacionadas con el riesgo de urbanización del valle del Sopó, y en las construcciones indebidas en los cerros cercanos a Bogotá. Otras dudas se enfocan en el impacto que el corredor pueda tener en el costo de la tierra y como factor de desarrollos urbanísticos futuros.
Esta es la última obra de la primera ola de contrataciones de las Carreteras 4G.

## Próximas adjudicaciones
De las nueve concesiones a adjudicar en 2014, a septiembre de 2014 solo faltan tres: Conexión Norte - una de las nueve Autopistas para la Prosperidad, el proyecto más importante de Antioquia en infraestructura vial con una inversión de $14 billones de pesos e intervención de 1160 kilómetros - Magdalena 2 y Mulaló-Loboguerrero. Estos proyectos recibirán propuestas en agosto y septiembre, y se adjudicarán en octubre de 2014.
En septiembre de 2014 se inició la licitación del octavo proyecto de las Carreteras 4G, Magdalena 2.
En la primera ola de concesiones se invertirán $11 billones de los $47 billones que costarán los 40 proyectos que forman parte del programa 4G.

## Interventoría
El 8 de agosto de 2014, la Agencia Nacional de Infraestructura adjudicó la interventoría para los primeros seis proyectos adjudicados. La interventoría juega un papel clave en controlar, supervisar y vigilar la ejecución de los contratos de construcción de las carreteras 4G. El monto total de los seis contratos de interventoría adjudicados es de $194,000 millones de pesos (unos $100 millones de dólares):
- Consorcio Epsilon Colombia: integrado por Proyectos de Interventoría (51%) y Civiltec Ingenieros (49%), realizará la interventoría de Pacífico 3 (La Pintada-La Virginia) en Antioquia, por $35,092 millones de pesos.
- Consorcio 4C: integrado por Compañía Colombiana de Consultores (51%) y Consultores e Ingeniería (49%), realizará la interventoría del proyecto Girardot-Honda Puerto Salgar, por $34.477 millones.
- MAB Ingeniería de Valor: realizará la interventoría de las obras Cartagena-Barranquilla y Circunvalar de la Prosperidad, por $34,126 millones de pesos.
- Consorcio Intervías 4G: integrado por Peyco Colombia (51 por ciento), Serinco España Sucursal en Colombia (25 por ciento) e Ingeandina Consultores de Ingeniería (24 por ciento), realizará la interventoría de la Perimetral Oriental de Cundinamarca.
- Consorcio Servinc ETA: realizará la interventoría del corredor Autopista Conexión Pacífico 1 (La Estrella-Bolombolo), parte de las Autopistas de la Prosperidad.
- Consorcio Prosperidad: integrado por Arredondo Madrid Ingenieros Civiles AIM (51%) y Planes (49%), realizará la interventoría del corredor Autopista Conexión Pacífico 2 (Bolombolo-La Pintada).

## Actualidad y retos en la ejecución
En septiembre de 2015, Conalvías, el "gigante de la ingeniería civil" encargado de la Ruta del Sol, se acogió al régimen de insolvencia establecido en la ley 1116, al estar en riesgo inminente de entrar en cesación de pagos. Múltiples retos han llevado a complicaciones en su capital de trabajo, incluyendo problemas inesperados en la construcción de la Ruta del Sol y la troncal de Transmilenio de la 26, los riesgos de obtención de licencias y consultas con comunidades, e incluso la incorrecta evaluación del riesgo y estructura financiera de los proyectos 4G, entre otros. Los graves problemas que enfrenta Conalvías ponen en potencial riesgo la ejecución de la Ruta del Sol.

## Vías 4G ya concluidas (a mayo de 2024)
- Primera: 10 de julio de 2020, Girardot – Honda – Puerto Salgar. Extensión: 190 km. Inversión: 1,47 Billones de Pesos colombianos.[30]

- Segunda: 3 de julio de 2021, Puerta de Hierro – Palmar de Varela y Carreto – Cruz del Viso. Extensión: 202,5 km. Inversión: 0,79 Billones de Pesos colombianos.[31]

- Tercera: 15 de octubre de 2021, Conexión Pacífico 2, en el Suroeste de Antioquia. Extensión: 96,5 km. Inversión: 1,59 Billones de Pesos colombianos.[32]

- Cuarta: 3 de diciembre de 2021, Cartagena – Barranquilla y Circunvalar de la Prosperidad. Extensión: 146,6 km. Inversión: 1,78 Billones de Pesos colombianos.[33]

- Quinta: 4 de diciembre de 2021, Vías del Nus. Extensión: 157,4 km. Inversión: 1,34 Billones de Pesos colombianos.[34]

- Sexta: 24 de febrero de 2022, Transversal del Sisga. Extensión: 137 km. Inversión: 0,70 Billones de Pesos colombianos.[35]

- Séptima: 27 de mayo de 2022, Autopista al Mar 1. Extensión: 181 km. Inversión: 0,70 Billones de Pesos colombianos.[36]

- Octava: 14 de junio de 2022, Neiva – Espinal – Girardot. Extensión: 196 km. Inversión: 0,99 Billones de Pesos colombianos.[37]

- Novena: 24 de junio de 2022, Autopistas Conexión Norte, Remedios – Zaragoza – Caucasia. Extensión: 145 km. Inversión: 1,58 Billones de Pesos colombianos.[38]

- Décima: 8 de julio de 2022, Chirajara – Fundadores. Extensión: 22,6 km. Inversión: 3,21 Billones de Pesos colombianos.[39]
- Undécima: 3 de mayo de 2024, Pamplona – Cúcuta. Extensión: 32,4 km. Inversión: 2,45 Billones de Pesos colombianos.[40]